# یاکوولف یاک-۱۲
یاکوولف یاک-۱۲ (به انگلیسی: Yakovlev_Yak-12) یک هواگرد ساخت شرکت یاکوولف است. هواگرد یاک-۱۲ نخستین پروازش را در ۱۹۴۶ میلادی انجام داد. این هواگرد در سال ۱۹۴۷ میلادی رسماً معرفی گردید. در مجموع، تعداد 4,992 فروند از این هواگرد ساخته شده‌است.